# Sinais do Tempo
Sinais do Tempo foi um programa de reportagens e documentários, transmitido pela RTP2, e posteriormente na RTPN até 2011[carece de fontes?], que abordava sobre temas da atualidade, selecionados enquanto "sinais" de problemas e novas questões dos tempos modernos. Teve como apresentadores, entre outros, José Mensurado, José Manuel Barata-Feyo e Vasco Matos Trigo.
Era transmitido semanalmente, após o Jornal 2, às 23h, consistindo numa grande reportagem, com possibilidade de debate em estúdio de seguida.